# Bairro Presidente Médici (Cariacica)
Bairro Presidente Médici, antigo Morro do Meio,abrangendo a região da grande Porto de Santana, é um bairro localizado na cidade de Cariacica, Espírito Santo. .

## História
Presidente Médici é um dos 101 bairros pertencentes a cidade de Cariacica no estado de Espírito Santo. Veja mais informações sobre o bairro Presidente Médici como: Faixa de Ceps, 115 ruas, População, Mapas de localização Onde Fica e Como Chegar e muito mais..[carece de fontes?]

## Geografia
Fazendo divisa com os Bairros Porto de Santana, Porto Novo, Aparecida e Morro do Sesi, é um dos bairros de maior altitude de Cariacica.[carece de fontes?] É composto por muitos morros, apresenta um clima variado, podendo chegar a 20 graus em algumas épocas do ano, e a 30 graus em outras.[carece de fontes?] Seu clima é bastante influenciado pela altitude em que ele se encontra, fazendo assim o predomínio de climas mais frios comparando aos demais bairros.[carece de fontes?] Existe no bairro uma rua e uma escola com o mesmo nome do bairro, ambos dados por um morador desconhecido do local.[carece de fontes?] Não possui saída para o mar.[carece de fontes?]

## Economia
O bairro possui índices de pobreza médios, várias casas estão inacabadas, a favelização é evidente.[carece de fontes?] Ainda assim alguns moradores desfrutam de uma boa qualidade de vida.[carece de fontes?] Alguns ainda possuem veículo, porém uma maioria esmagadora usa transporte público.[carece de fontes?] O bairro possui escassez de comércios, tendo apenas alguns bares, sorveterias e lanchonetes.[carece de fontes?] O bairro não possui muitas escolas, tendo em vista que algumas foram destruídas em incêndios, contribuindo para que a população residente desloque-se para outros bairros a procura de escolas com níveis de ensino maiores do que os que contém no bairro.[carece de fontes?]